# Ranelva

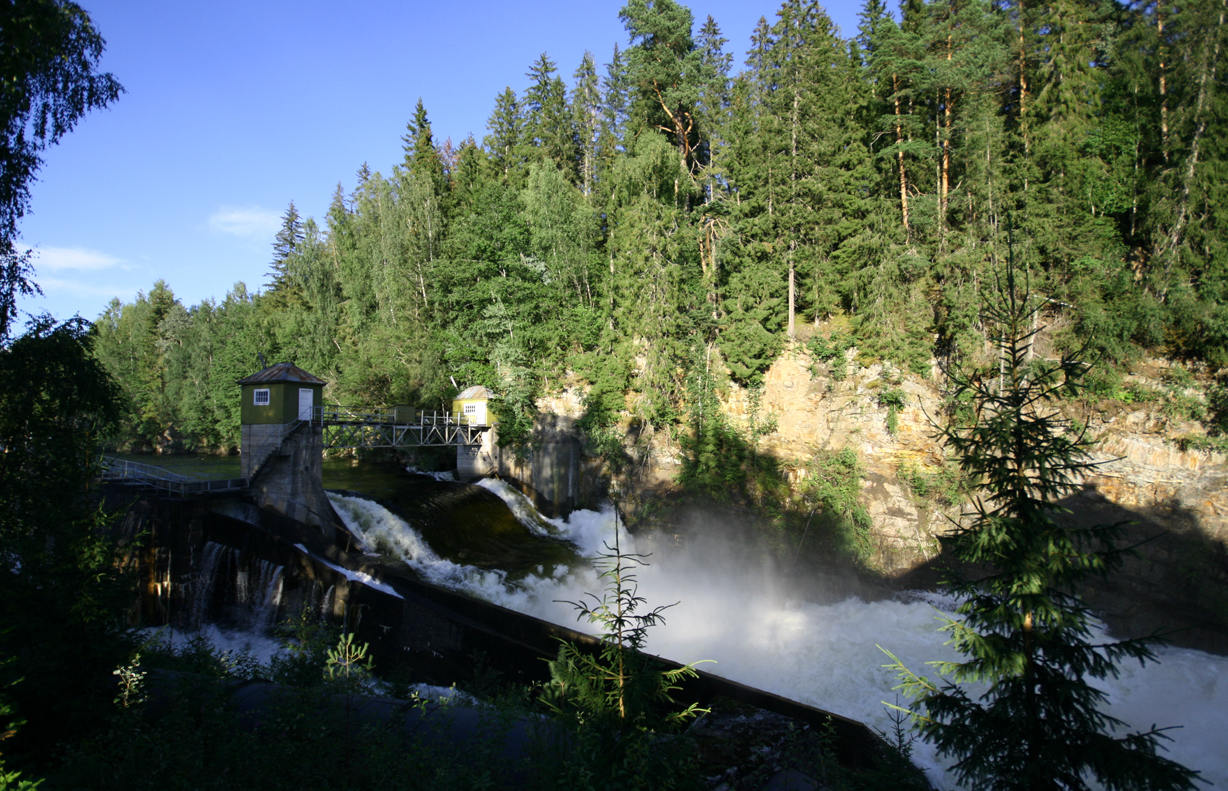
Kistefos

Ranälven är en älv i Rana kommun i Nordland i Norge som rinner i en västlig och sydvästlig riktning. Älven är 130 km lång, och i Nordland är det bara den 160 km långa Vapstälven som är längre. Ranälven har sin källa i Gubbeltåga på Saltfjellet och i Randalsälven i de svensk-norska gränsregionerna.
På sin väg sydväst tar vattendraget upp i sig flera andra älvar. Ranälven har sitt utlopp i Ranfjord vid Fossetangen på Selfors.
Vid Kistefos anlades 1889 Kistefos Træsliberi.